# Else Michelet
Else Michelet (sinh ngày 26 tháng 2 năm 1942 ở Oslo) là người phụ trách chương trình phát thanh truyền hình, nhà văn, người viết ca khúc, tác giả show trào phúng người Na Uy.

## Sự nghiệp
Else Michelet học văn học, tiếng Pháp và tiếng Anh ở Đại học Oslo. Năm 1967 bà bắt đầu làm việc cho Công ty Phát thanh và Truyền hình Na Uy NRK, ban đầu viết và hát chính các ca khúc do bà sang tác cùng của người khác. Từ năm 1973 bà là thư ký chương trình thuộc phân ban giải trí.
Else Michelet nổi tiếng với các sách viết về nữ quyền, như quyển Sin egen herre: eventyr og annet ugress năm 1979, quyển En annen historie năm 1981, tiểu thuyết Ariadnes tråd: et reiseliv năm 1988) và Og det som verre var: eventyr på avveie năm 2000. Bà cũng được thính giả yêu thích về giọng nói trong các chương trình giải trí được ưa thích trên đài phát thanh như Nitimen, Reiseradioen, Nattata, Nattergal, Med rot i virkeligheten, Bare barnemat và chương trình phát thanh trào phúng Hallo i uken từ năm 1993 tới 2009..
Michelet cũng là người dịch nhiều vở kịch và loạt phim hoạt hình Asterix.

## Giải thưởng
- 2007, giải Komi (Na Uy)
- 2009, Giải Lời nói tự do.[3]